# Wszechświęte (Basse-Silésie)
Pour les articles homonymes, voir Wszechświęte.
Wszechświęte est une localité polonaise de la gmina et du powiat d'Oleśnica en voïvodie de Basse-Silésie.

## Histoire
De 1742 à 1945, Allerheiligen fait partie de l'arrondissement d'Œls, dans le district de Breslau au sein de la province de Silésie.